# Plomb
Plomb ist eine Ortschaft und eine ehemalige französische Gemeinde mit zuletzt 394 Einwohnern (Stand: 2013) im Département Manche in der Region Normandie.
Mit Wirkung vom 1. Januar 2016 wurden die früheren Gemeinden Sainte-Pience, Braffais und Plomb zur Commune nouvelle Le Parc zusammengelegt. Den ehemaligen Gemeinden wurde in der neuen Gemeinde der Status einer Commune déléguée nicht zuerkannt. Der Verwaltungssitz befindet sich im Ort Sainte-Pience.
Nachbarorte sind Le Luot im Nordwesten, Sainte-Pience im Norden, Braffais im Nordosten, Tirepied-sur-Sée mit Tirepied im Osten, Ponts im Süden und Chavoy im Westen.

## Bevölkerungsentwicklung

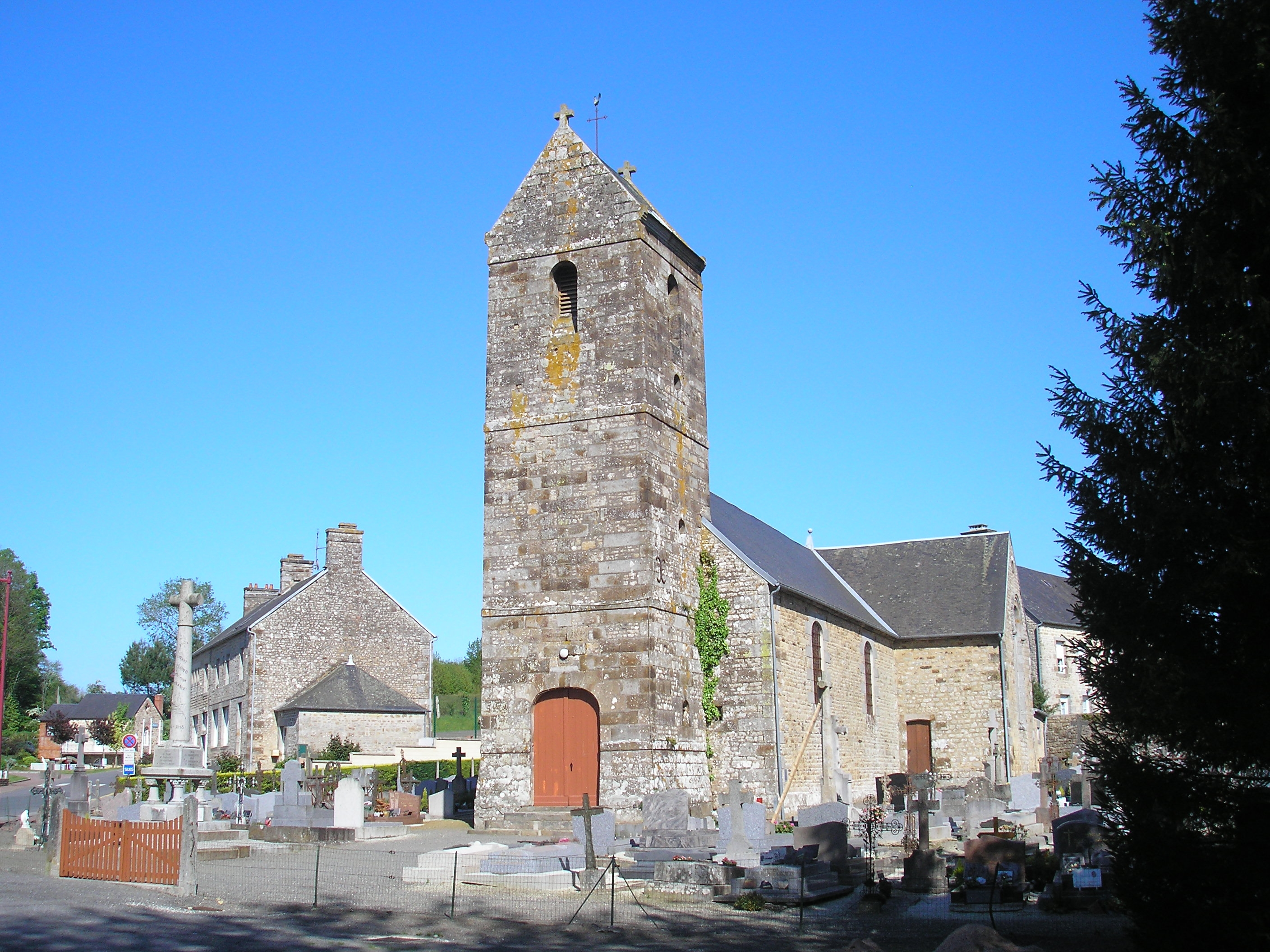
Kirche Saint-Martin in Plomb

| Jahr      | 1962 | 1968 | 1975 | 1982 | 1990 | 1999 | 2008 | 2013 |
| --------- | ---- | ---- | ---- | ---- | ---- | ---- | ---- | ---- |
| Einwohner | 430  | 399  | 367  | 338  | 357  | 365  | 386  | 394  |